# Giulianova Calcio 1981-1982
Questa pagina raccoglie le informazioni riguardanti il Giulianova Calcio nelle competizioni ufficiali della stagione 1981-1982.

## Rosa
| N. |                   | Ruolo | Calciatore           |
| -- | ----------------- | ----- | -------------------- |
|    | Italia (bandiera) | A     | Alfonso Alessandroni |
|    | Italia (bandiera) | A     | Attilio Bardi        |
|    | Italia (bandiera) | A     | Lucio Barlafante     |
|    | Italia (bandiera) | A     | Luigi Beati          |
|    | Italia (bandiera) | C     | Marco Bellagamba     |
|    | Italia (bandiera) | D     | Claudio Berlanda     |
|    | Italia (bandiera) | C     | Antonio Condemi      |
|    | Italia (bandiera) | C     | Guido Di Fabio       |
|    | Italia (bandiera) | D     | Giulio Ettorre       |
|    | Italia (bandiera) | P     | Gino Ferioli         |

| N. |                   | Ruolo | Calciatore            |
| -- | ----------------- | ----- | --------------------- |
|    | Italia (bandiera) | D     | Walter Franchini      |
|    | Italia (bandiera) | D     | Francesco Giorgini    |
|    | Italia (bandiera) | C     | Carmine Lomonte       |
|    | Italia (bandiera) | C     | Paolo Mariani         |
|    | Italia (bandiera) | D     | Salvatore Mastromarco |
|    | Italia (bandiera) | D     | Orazio Nodale         |
|    | Italia (bandiera) | A     | Giulio Palazzese      |
|    | Italia (bandiera) | C     | Ferdinando Ruffini    |
|    | Italia (bandiera) | C     | Giuseppe Valà         |
|    | Italia (bandiera) | C     | Gabriele Zottoli      |

## Risultati

### Campionato

#### Girone di andata
| 20 settembre 1981 1ª giornata | Giulianova | 0 – 0 | Paganese |  |

| 27 settembre 1981 2ª giornata | Benevento | 1 – 1 | Giulianova |  |

| 4 ottobre 1981 3ª giornata | Giulianova | 0 – 1 | Francavilla |  |

| 11 ottobre 1981 4ª giornata | Campobasso | 1 – 0 | Giulianova |  |

| 18 ottobre 1981 5ª giornata | Giulianova | 1 – 1 | Casertana |  |

| 25 ottobre 1981 6ª giornata | Rende | 0 – 0 | Giulianova |  |

| 1º novembre 1981 7ª giornata | Giulianova | 1 – 0 | Reggina |  |

| 8 novembre 1981 8ª giornata | Civitanovese | 1 – 1 | Giulianova |  |

| 15 novembre 1981 9ª giornata | Giulianova | 1 – 0 | Latina |  |

| 22 novembre 1981 10ª giornata | Giulianova | 0 – 0 | Ternana |  |

| 29 novembre 1981 11ª giornata | Virtus Casarano | 2 – 2 | Giulianova |  |

| 6 dicembre 1981 12ª giornata | Taranto | 2 – 0 | Giulianova |  |

| 13 dicembre 1981 13ª giornata | Giulianova | 2 – 0 | Campania |  |

| 20 dicembre 1981 14ª giornata | Salernitana | 0 – 0 | Giulianova |  |

| 3 gennaio 1982 15ª giornata | Giulianova | 0 – 0 | Arezzo |  |

| 10 gennaio 1981 16ª giornata | Livorno | 1 – 0 | Giulianova |  |

| 17 gennaio 1981 17ª giornata | Giulianova | 0 – 0 | Nocerina |  |

#### Girone di ritorno
| 24 gennaio 1982 18ª giornata | Paganese | 2 – 1 | Giulianova |  |

| 31 gennaio 1982 19ª giornata | Giulianova | 2 – 0 | Benevento |  |

| 7 febbraio 1982 20ª giornata | Francavilla | 1 – 0 | Giulianova |  |

| 14 febbraio 1982 21ª giornata | Giulianova | 0 – 2 | Campobasso |  |

| 21 febbraio 1982 22ª giornata | Casertana | 2 – 1 | Giulianova |  |

| 28 febbraio 1982 23ª giornata | Giulianova | 1 – 1 | Rende |  |

| 7 marzo 1982 24ª giornata | Reggina | 0 – 2 | Giulianova |  |

| 21 marzo 1982 25ª giornata | Giulianova | 1 – 1 | Civitanovese |  |

| 28 marzo 1982 26ª giornata | Latina | 1 – 0 | Giulianova |  |

| 4 aprile 1982 27ª giornata | Ternana | 3 – 1 | Giulianova |  |

| 18 aprile 1982 28ª giornata | Giulianova | 1 – 2 | Virtus Casarano |  |

| 25 aprile 1982 29ª giornata | Giulianova | 1 – 0 | Taranto |  |

| 2 maggio 1982 30ª giornata | Campania | 2 – 1 | Giulianova |  |

| 9 maggio 1982 31ª giornata | Giulianova | 2 – 1 | Salernitana |  |

| 16 maggio 1982 32ª giornata | Arezzo | 1 – 0 | Giulianova |  |

| 23 maggio 1982 33ª giornata | Giulianova | 1 – 1 | Livorno |  |

| 30 maggio 1982 34ª giornata | Nocerina | 1 – 0 | Giulianova |  |